# Burnupena catarrhacta
Burnupena catarrhacta is een soort in de klasse van de Gastropoda (Slakken).
Het dier komt uit het geslacht Burnupena en behoort tot de familie Buccinidae. Burnupena catarrhacta werd in 1791 beschreven door Johann Friedrich Gmelin.